# Neil Jackson
Neil Jackson (5 de março de 1976) é um ator britânico e escritor que já participou de muitas séries e filmes, sendo provavelmente mais conhecido por seu papel em Blade: The Series. Seu crédito como roteirista incluem o filme The Passage dirigido por Mark Heller e lançado em 2007. Ele já atuou em vários filmes, incluindo Quantum of Solace e Push.

## Biografia
Neil nasceu em Luton na Inglaterra, sendo o segundo de quatro filhos de Eva e Dennis Jackson. Aos sete anos de idade sua família se mudou para a cidade vizinha de Barton Le-Clay, onde ele morou até os seus dezoito anos quando a deixou para cursar a universidade.
Ele foi introduzido ao mundo da atuação quando estudava drama em GCSE na Harlington Upper School, Williams Nigel seu professor viu o potencial de Jackson, colocando-o em várias apresentações da escola, incluindo Annie, Little Shop of Horrors, Hard Times, e West Side Story. Ele também atuou no National Youth Theatre quando adolescente antes de se mudar para Cardiff para estudar desporto no Instituto Cardiff da Universidade de Wales (UWIC) no País de Gales.
Após seu ensino nas universidades britânicas, Jackson começou a praticar boxe competitivo, em uma competição inter-universitária realizada em toda a Grã-Bretanha. Ele entrou e ganhou o ouro no peso médio, defendendo essa marca com sucesso por mais dois anos seguintes. Através do boxe ele ganhou uma bolsa de estudos para permanecer na UWIC, e estudou assim para o seu mestrado, graduando-se em 1998.

## Carreira
Sem saber por onde começar, Jackson escreveu uma música e ela entrou em um concurso nacional para escritores novos. Ela ficou em terceiro lugar e ganhou a atenção de produtores em Londres, incluindo Michael Armstrong. Ele mais tarde se matriculou em Michael Armstrong's Acting Academy, graduando-se em 2002.
O primeiro trabalho profissional de Jackson no Reino Unido foi uma produção da turnê nacional do clássico de Strindberg, Miss Julie. Ele protagonizou Jean, um papel que ele assumiu na produção do West End no final daquele ano.
Sua grande chance veio quando Oliver Stone o convidou para atuar como Pérdicas em Alexander ao lado de Colin Farrell e Angelina Jolie. Ele se lembra de ter um olho escuro e três pontos na sobrancelha quando conheceu Oliver Stone, um fato que ele brinca deveria ter feito Stone expulsá-lo para fora do local. Ele também estava na equipe de futebol da série dramática Dream Team como Phil Wallis.
Em 2006 ele fez uma aparição em Cold Case, no episódio "Sandhogs" da 4ª temporada. Ele retratou "Donny", uma vítima que foi morto em uma caverna por seu próprio irmão.
Em 2007 viu o lançamento de The Passage, um filme escrito por Jackson e filmado no Marrocos, no qual interpretou o personagem principal ao lado de Stephen Dorff. O filme ganhou o 2008 Prêmio do Júri no Festival Festival de Durango. Ele fez uma aparição em CSI: Crime Scene Investigation, no episódio A La Cart da 8ª temporada. Ele apareceu como Ian em How I Met Your Mother.
Em 2008 ele fez uma participação especial em CSI: Miami e em 2009 ele apareceu como um fantasma em Stargate Atlantis.
Jackson recentemente fez uma cena no Panamá, uma cena do novo filme sobre James Bond, Quantum of Solace, onde ele interpreta o personagem Mr. Slate.
Atualmente, ele faz parte série da ABC Family, Make It or Break It como Sasha Belov.

## Filmografia
- 2002 - Heartbeat
- 2002 - The House That Jack Built
- 2002 - Is Harry on the Boat?
- 2002 - Ultimate Force
- 2002 / 2003 - Dream Team
- 2003 - The Last Detective
- 2004 - Barrete vermelho
- 2004 - Alexander
- 2005 - The Last Drop
- 2005 - Sugar Rush
- 2005 - Breakfast on Pluto
- 2005 - Stargate SG-1
- 2006 - The Thirst
- 2006 - Blade: The Series (série de tv)
- 2007 - The Passage (ator/roteirista)
- 2007 - Freedom Dance
- 2007 - 15 - 40
- 2008 - Quantum of Solace
- 2009 - Stargate Atlantis
- 2009 - Push
- 2009 - Table for three
- 2009 - Make It or Break It
- 2009 - FlashForward